# Bolus
För andra betydelser, se Bolus (olika betydelser).
Bolus (från grekiska βῶλος och latin bolus, "jordkoka", "klump") är en klumpformad massa av tuggad föda och saliv som bildas vid tuggning i munhålan och som sedan, vid sväljning, passerar genom matstrupen.